# Staatsweingut Freiburg

Staatsweingut Freiburg, Gutsbetrieb Blankenhornsberg in Ihringen

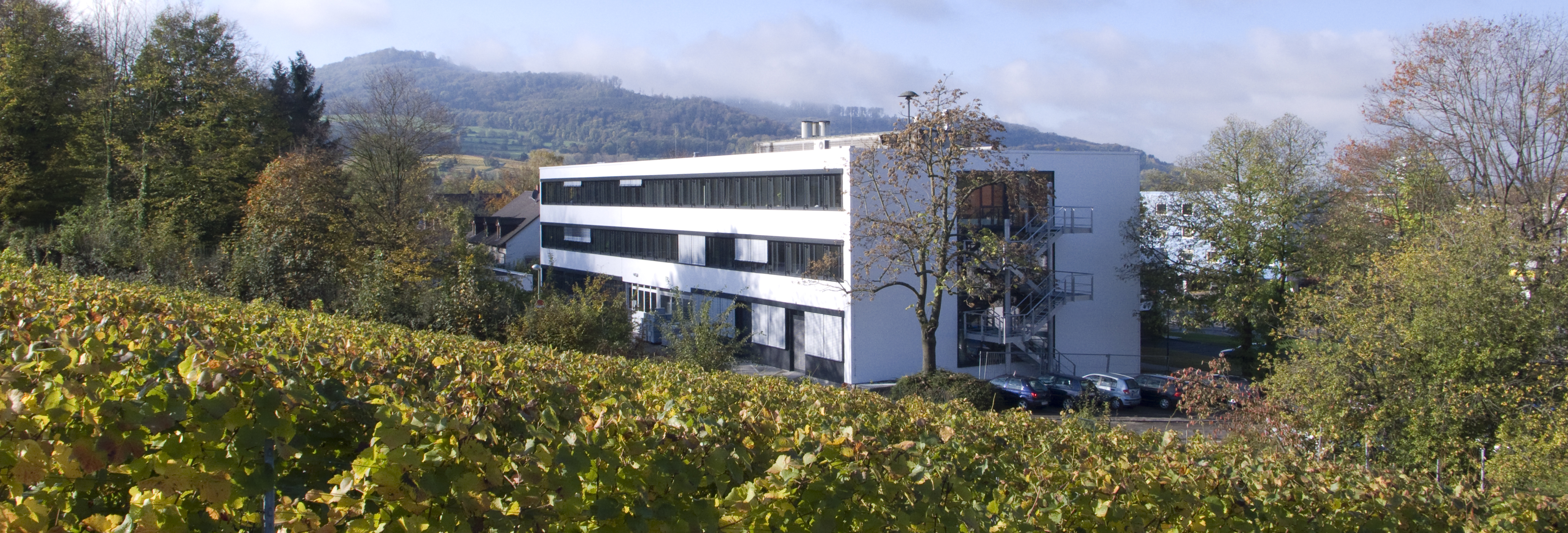
Staatliches Weinbauinstitut, Gutsbetrieb Freiburg

Das Staatsweingut Freiburg ist eine Einrichtung des Staatlichen Weinbauinstituts Freiburg und dem Ministerium für Ländlichen Raum und Verbraucherschutz Baden-Württemberg angegliedert. Im Handelsregister Freiburg firmiert die Institution als Anstalt des öffentlichen Rechts, mit der Handelsregister-Nummer HRA null. Es wird auf 37 Hektar bewirtschaftet. Davon liegen 24 Hektar auf dem Kaiserstuhl in Ihringen-Blankenhornsberg und 13 Hektar in Freiburg und Ebringen. Das Staatsweingut dient den Wissenschaftlern des Weinbauinstitutes als Versuchsgut. Sein Ziel ist es nach eigenen Angaben, durch Forschung und Entwicklung die Wettbewerbsfähigkeit der heimischen Weinwirtschaft zu stärken und die Zukunft des Weinbaus mitzugestalten.

## Geschichte
1842 erwarben die Brüder Nikolaus, Adolph Friedrich und Jakob Wilhelm Blankenhorn aus dem badischen Müllheim das Weingut Rebgut Blankenhorn(s)berg in Ihringen am Kaiserstuhl. 1847 folgte die Gründung eines Weingeschäftes unter dem Namen Gebrüder Blankenhorn sowie der Bau eines Gewölbekellers. Die Weine der Gebrüder Blankenhorn wurden auf Ausstellungen mehrfach ausgezeichnet, so zum Beispiel bei der Wiener Weltausstellung von 1873 und trugen so mit zum guten Ruf badischer Weine bei.
Der Sohn von Adolph Friedrich, Adolph Blankenhorn, war der Mitbegründer der deutschen Weinbauwissenschaften. Nach seiner Promotion bei Robert Bunsen an der Universität Heidelberg, kehrte er in die elterlichen Betriebe zurück. Er nutzte das Weingut als Versuchsstation für seine weinbaulichen und önologischen Untersuchungen. Aus eigenen Geldmitteln gründete er 1867 ein Önologisches Institut in Karlsruhe und brachte 1870 die wissenschaftliche Zeitschrift „Annalen der Önologie“ heraus. Bei der Entwicklung der Pfropfrebe zur Bekämpfung der Reblaus hatte Blankenhorn entscheidenden Anteil.
Adolph Blankenhorn war 1874 Mitbegründer und erster Präsident des badischen und des deutschen Weinbauvereins. Für seine Leistungen für die Weinbauwissenschaften wurde er 1878 mit einer Goldmedaille bei der Weltausstellung in Paris ausgezeichnet. Aus gesundheitlichen Gründen musste Blankenhorn ab 1880 seine wissenschaftlichen Arbeiten einschränken und verstarb 1906 in Konstanz am Bodensee. Die Familie Blankenhorn bewirtschaftete das Weingut weiter. Nach dem Ersten Weltkrieg 1919 verkaufte sie nach einem Beschluss des Badischen Landtags vom 12. Mai 1919 den Besitz an die Badische Landwirtschaftskammer. Der Betrieb wurde 1933 durch den Reichsnährstand verstaatlicht. Dieser vereinnahmte ab 1933 alle Aktivitäten und das Vermögen der Verbände im Agrarbereich. Nach dem Zweiten Weltkrieg ging das Weingut in den Besitz des Landes Baden-Württemberg über und das Anwesen wurde als Versuchs- und Lehrgut dem Staatlichen Weinbauinstitut Freiburg angegliedert.

## Weinbergslagen und Kellerei

Traditioneller Holzfasskeller am Blankenhornsberg aus dem Jahr 1847

Auf dem Freiburger Schlossberg, oberhalb der Altstadt reifen Riesling, Auxerrois und Chardonnay, am Jägerhäusleweg in Herdern Auxerrois und Weißburgunder und am Merzhauser Jesuitenschloss Spätburgunder.
Der Blankenhornsberger Doktorgarten: Diese Einzellage liegt auf der Südspitze des Kaiserstuhls, auf der Gemarkung Ihringen. Dort wachsen Spätburgunder, Weiß- und Grauburgunder sowie Chardonnay. Eine Besonderheit am Kaiserstuhl ist der Riesling.
Der 1847 gebaute Gewölbekeller auf dem Blankenhornsberg dient dem traditionellen Holzfassausbau.

## VDP und Ecovin
Das Staatsweingut Freiburg ist Mitglied im Verband Deutscher Prädikatsweingüter (VDP).
Auf Rebflächen am Freiburger Jesuitenschloss und in Ebringen wachsen mehltauresistente Rebsorten. Mit diesen Flächen ist das Staatsweingut Mitglied bei Ecovin Baden.

## Veröffentlichungen
- A. Blankenhorn, J.Moritz: Die Rebschulen auf Blankenhornsberg. C. Winter, Heidelberg 1875.
- Adolph Blankenhorn, Friedrich Hecker: Briefwechsel 1872–1880: über den Weinbau der Vereinigten Staaten von Nordamerika und die Bedeutung der amerikanischen Reben für die Erhaltung des europäischen Weinbaues. 1. Auflage. Carlesso, Brackenheim 2007, ISBN 978-3-939333-04-3.
- A. Blankenhorn, J.Moritz: Annalen der Önologie: wissenschaftliche Zeitschrift für Weinbau, Weinbehandlung und Weinverwerthung. C. Winter Nachdruck Nabus, Heidelberg 1870, ISBN 1-286-43407-6.
- Karl Müller: Jahresbericht des Badischen Weinbauinstituts in Freiburg i. Br. Bände I(1920)-XV(1935). Badisches Weinbauinstitut, Freiburg.